# Viola hunanensis
Viola hunanensis är en violväxtart som beskrevs av Hand.-mazz.. Viola hunanensis ingår i släktet violer, och familjen violväxter. Inga underarter finns listade i Catalogue of Life.